# برنارد تشان
برنارد تشان هو سباح ماليزي، ولد في 8 أكتوبر 1946 في سنغافورة.

## روابط خارجية
- برنارد تشان على موقع الاتحاد الدولي للسباحة (الإنجليزية)
- برنارد تشان على موقع أوليمبيديا (الإنجليزية)